# Devonta Freeman
Devonta Freeman (* 15. März 1992 in Baxley, Georgia) ist ein ehemaliger US-amerikanischer American-Football-Spieler in der National Football League (NFL). Er spielte von 2014 bis 2019 für die Atlanta Falcons als Runningback und stand anschließend bei den New York Giants, den Buffalo Bills, den New Orleans Saints sowie zuletzt den Baltimore Ravens unter Vertrag.

## College
Freeman besuchte die Florida State University und spielte von 2011 bis 2013 für die Florida State Seminoles. Mit den Seminoles gewann er 2014 das BCS National Championship Game mit 34-31 gegen die Auburn Tigers. Er beendete die Saison mit 1.016 gelaufenen Yards, 278 Yards aus Passfängen und 15 Touchdowns.

## NFL

### Atlanta Falcons
Devonta Freeman wurde von den Atlanta Falcons beim NFL Draft 2014 in der vierten Runde ausgewählt. In seiner Rookie-Saison teilte er sich mit Steven Jackson und Jacquizz Rogers die Einsatzzeiten und kam bei 65 Versuchen auf 248 erlaufene Yards und einen Touchdown. Zusätzlich fing er Pässe für 225 Yards
und einen weiteren Touchdown. Am dritten Spieltag der Saison 2015 wurde er zum Starter ernannt und erlief allein in den nächsten vier Spielen acht Touchdowns, darunter jeweils drei gegen die Dallas Cowboys und Houston Texans. Nach sieben Spieltagen führte er die NFL in erlaufenen Yards (621) und erlaufenen Touchdowns (9) an.
Am 5. Februar 2017 stand er mit den Atlanta Falcons im Super Bowl LI, welcher mit 28:34 verloren ging. Er erlief in elf Laufversuchen 75 Yards und einen Touchdown und fing zwei Pässe für 46 Yards. Am 16. Oktober 2018 wurde Freeman von den Falcons auf der Injured Reserve List platziert.
Am 16. März 2020 wurde Freeman von den Falcons entlassen.

### New York Giants
Nachdem sich Saquon Barkley verletzt hatte, nahmen die New York Giants Freeman vor dem dritten Spieltag der Saison 2020 unter Vertrag. Er erhielt einen Einjahresvertrag über drei Millionen Dollar. Am 7. Januar 2021 wurde Freeman von den Giants entlassen.

### Buffalo Bills
Die Buffalo Bills nahmen Freeman am 12. Januar 2021 in ihr Practice Squad auf, nachdem Zack Moss sich verletzt hatte.

### New Orleans Saints
Am 1. August 2021 gaben die New Orleans Saints die Verpflichtung von Freeman bekannt. Er wurde allerdings nicht für den Kader für die Regular Season berücksichtigt.

### Baltimore Ravens
Vor dem ersten Spieltag der Saison 2021 nahmen die Baltimore Ravens Freeman am 9. September in ihren Practice Squad auf. Eine Woche später beförderten die ihn in den aktiven Kader.